# Creep 2
Creep 2 é um filme de terror americano de 2017, realizado por Patrick Brice e escrito por Brice e Mark Duplass. É estrelado por Mark Duplass, Desiree Akhavan e Karan Soni. É a sequência do filme de 2014 Creep. Jason Blum está atuando como produtor através de seu banner da Blumhouse Productions.
O filme teve sua estréia mundial no Festival de Cinema de Sitges em 6 de outubro de 2017. Foi lançado em 24 de outubro de 2017, por The Orchard. Brice confirmou que haverá uma sequência, atualmente conhecida como Creep 3.

## Elenco
- Mark Duplass como Aaron
- Desiree Akhavan como Sara
- Karan Soni como Dave
- Patrick Brice como o Velho Aaron
- Caveh Zahedi como Randy
- Kyle Field como Wade
- Jeff Man como Alex

## Produção
Em março de 2014, foi anunciado que Duplass tinha planos de transformar o filme em uma trilogia, com a RADiUS-TWC produzindo e distribuindo os filmes. com a produção ocorrendo no final do ano. Em fevereiro de 2015, a Duplass declarou que a produção não havia começado devido a problemas de programação. Em agosto de 2016, Duplass começou a experimentar fantasias para o filme. Nesse mesmo mês, Brice confirmou que a sequência estava se movendo para frente.

### Filmagens
As filmagens do filme começou em setembro de 2016.

## Lançamento
Ele teve sua estréia mundial no Festival de Cinema de Sitges em 6 de outubro de 2017. O filme foi lançado por meio de vídeo sob demanda em 24 de outubro de 2017. Foi lançado pela Netflix em 23 de dezembro de 2017.

### Recepção crítica
No site de agregadores de revisão Rotten Tomatoes, o filme tem uma classificação de aprovação de 100% com base em 16 avaliações, com uma classificação média de 7,2/10. No Metacritic, o filme tem uma pontuação de 75 em 100, com base em 5 críticos, indicando "revisões geralmente favoráveis". Kimberley Elizabeth de Nightmare na Film Street chamou o filme de "hipnoticamente inquietante", dando ao filme uma nota 4/4. Mike Sprague, da JoBlo.com, disse que o filme foi "tão inquietante e divertido quanto o original", com uma classificação de 8/10.